# Michel Zenino
Michel Zenino (né en 1959 à Marseille - Bouches-du-Rhône) est un musicien, auteur et compositeur français (Contrebasse et basse électrique).

## Biographie
Michel Zenino a d'abord appris la basse en autodidacte en montant des groupes de rock et en jouant dans des orchestres de variété au côté de son père Charles Zenino, guitariste et violoniste passionné de jazz. Ce dernier a accompagné de nombreux artistes, notamment Tino Rossi, Charles Trenet, Edith Piaf et Michel Varlop.
À 16 ans, il étudie la guitare jazz avec Jean-Paul Florens. Puis, à 18 ans, intègre l’une des premières classes de jazz créées au CNR de Marseille par Guy Longnon. Il y découvre la contrebasse. Il part aux USA pour intégrer Berklee College, de Boston en obtenant une bourse du Berklee College. Il remporte le concours du Festival de Jazz de la Défense , dans la catégorie orchestre de jazz, avec son sextet en 1988 et se produira par la suite avec Archie Shepp, Barney Wilen, Toots Thielemans, James Carter, Danilo Perez, Eric Truffaz, Arturo Sandoval, Steve Grossman, Christian Vander. En tant que sideman, il jouent également avec de nombreux musiciens tels que Simon Goubert Quintet, Boris Blanchet, Michael Wolff, Makoto Kuriya, Jérôme Rateau… 
Gaucher à qui il a été imposé de jouer en droitier, il intègre des principes du yoga dans sa pratique musicale ce qui lui permet de surmonter les tensions nées de cette contrainte. Ce jeu de droitier imposé ne l'empêche en rien de développer sur son instrument un jeu virtuose et il est invité à se produire en solo aux rencontres internationales de contrebasse de Paris - La Villette 2008.
Michel Zenino mène sa carrière de contrebassiste de jazz en même temps que d'enseignant pour les musiciens professionnels. Il enseigne notamment depuis de nombreuses années à l'IMFP de Salon de Provence et forme plusieurs générations de bassistes et contrebassistes.
Sa carrière de contrebassiste de Jazz l’amène à se produire en clubs, concerts, festivals, radios, télé, cinéma, dans le monde entier (Europe, Usa, Amérique Latine, Afrique) avec des artistes de renommée mondiale. Il enregistre de nombreux albums dont plusieurs en tant que leader.
Avec le pianiste Mario Canonge, ils forment un duo renommé  en résidence depuis 2007 au Baiser Salé, rue des Lombards à Paris. Ce duo s'étant d'ailleurs à un quintet avec le Quint'Up, avec la présence de Ricardo Izquierdo (ts), Josiah Woodson (tp) et Arnaud Dolmen (ds). Un deuxième opus sort en 2023 avec Quint'UpIIqui consacre cette formation comme un des quintettes qui compte à Paris.
En 2016, il fonde le Paimpol Jazz Camp, qui a lieu chaque été dans les côtes d'Armor en Bretagne, réunissant des musiciens avec qui il a joué à différentes occasions et qu'il côtoie de longue date pour animer un stage de pratique amateure à semi-professionnelle et se produire en concerts, créant ainsi le Paimpol Jazz Camp Festival. Il s'est entouré notamment du pianiste et organiste Jean-Philippe Lavergne, du guitariste Tommy Halferty, du saxophoniste Ricardo Izquierdo et du batteur Bob Gulotti, remplacé par Jeff Boudreaux à partir de 2021. A ce noyau dur s'est ajouté de nombreux invités, offrant un plateau international qui fait rayonner le jazz dans la cité paimpolaise : Josiah Woodson vient régulièrement animer une masterclass lors du PJC et le saxophoniste Christophe Monniot a rejoint lors du PJC22 pour un hommage au batteur Bob Gulotti, disparu au début de l'année 2021.

## Discographie

### En tant que leader
- 1990 :  In the Meantime Michel Zenino Sextet
- 2002 : Dérive Gauche Michel Zenino 4tet (André Villeger, Alain Jean-Marie, Stephane Foucher)
- 2023 : Movin On Michel Zenino Quartet (Michel Zenino, Emil Spanyi, Christophe Monniot, Jeff Boudreaux) (2017)

### En tant que coleader
- 2011 : Dalkey Song Tommy Halferty, Stephane Foucher, Mario Canonge

- 2013 : Massaliazz (Olivier Temime (ts), Michel Zenino (b), Jean-Pierre Arnaud

- 2018 : Quin't Up Mario Canonge & Michel Zenino (Label Aztec Music) avec Ricardo Izquierdo (ts), Josiah Woodson (tp), Arnaud Dolmen (dms)
- 2023 : Quin't Up II Mario Canonge & Michel Zenino (Quint'up II / Label Aztec Music) avec Ricardo Izquierdo (ts), Josiah Woodson (tp), Arnaud Dolmen (dms)

### En tant que sideman (discographie sélective)
| 1983 | Heliotrope                       | Cello Prod.                                | Marcel Leprévost                        |
| 1986 | Bebeï                            | Vent du Sud                                | Jacques Bouniard                        |
| 1987 | Heliotrope                       | 52ème Rue                                  | Marcel Leprévost                        |
| 1987 | Brussels                         | Ausfhart Record                            | Jean-Pierre Llabrador                   |
| 1989 | French guitar connection         | BreakThru Record                           | Jean-Pierre Llabrador                   |
| 1989 | 5th Edition                      | Ausfhart Record                            | Jean-Pierre Llabrador                   |
| 1991 | Aigre Douce                      | Alfa Records                               | Marie MOÖR & Barney WILEN               |
| 1992 | Gérard Gustin Onztet             | JSL                                        | Gérard GUSTIN                           |
| 1993 | Essential Jazz Ballads           | Alfa Records                               | Barney WILEN                            |
| 1994 | Force 9                          | SDM 02                                     | Michel BARROT                           |
| 1996 | Aube Brune                       | Label Elabeth                              | Xavier Richardeau                       |
| 1996 | Bienvenue                        | Seventh rec                                | Christian VANDER & Simon GOUBERT septet |
| 2000 | Désormais                        | Seventh rec                                | Simon GOUBERT                           |
| 2001 | Girl Talk                        | Universal Japan                            | AKIKO                                   |
| 2005 | Et après                         | Seventh rec                                | Simon GOUBERT                           |
| 2005 | Nobody Knows                     | Label Ame/Didier Lockwood Sélection        | Françis LOCKWOOD                        |
| 2005 | The Song Seeker                  | Nocturne                                   | Jean-Pierre Gallis & APOPSIS 7          |
| 2009 | Background                       | Chant Du Monde                             | Simon GOUBERT                           |
| 2013 | Jazz en Rose                     | Universal Japan                            | SHANTI                                  |
| 2015 | Remenber Petrucciani             | Jazz Village                               | Nathalie Blanc & Phillippe Petrucciani  |
| 2018 | Mizik O Péyi                     | Aztec Musique                              | Tony Chasseur                           |
|      |                                  |                                            |                                         |
| 1980 | Retour à Marseille               |                                            | René Allio                              |
| 1983 | Chico Freeman Escale à Marseille |                                            | Vidéo 13                                |
| 2001 | Reine D’un Jour                  | B.O Chanson du Vent feat. Catherine Ringer | Alexandre D’Esplat                      |
| 2006 | Le Petit Lieutenant              |                                            | Xavier Beauvois                         |
| 2011 | Jazz à Porquerolles              | Mario CANONGE Michel ZENINO Live           | Frank Cassenti                          |